# Alstroemeria caiaponica
Alstroemeria caiaponica este o specie de plante monocotiledonate din genul Alstroemeria, familia Alstroemeriaceae, descrisă de Pierfelice Ravenna. Conform Catalogue of Life specia Alstroemeria caiaponica nu are subspecii cunoscute.